# Лестан, Бенуа
Бенуа́ Леста́н (фр. Benoît Lestang, 14 декабря 1964 — 27 июля 2007) — французский специалист по цифровым эффектам, гримёр, сценарист и клипмейкер. К числу его самых известных работ относятся спецэффекты в фильмах «Братство волка» и «Арсен Люпен».

## Биография
Бенуа Лестан известен зрителю прежде всего как художник по спецэффектам для фильмов с элементами хоррора. Со времён выхода на экраны фильма о зомби Жана Роллена «Живая мёртвая девушка» (1982) имя Лестана, создавшего убедительные спецэффекты, стало прочно ассоциироваться с фильмами ужасов. В 80-е и ранние 90-е Лестан занимался работой над малобюджетными фильмами.
Новый виток карьеры Лестана пришёлся на середину и конец 90-х годов. В 1995 Жан-Пьер Жене пригласил Лестана для работы над спецэффектами к «Городу потерянных детей». Визуальная атмосфера фильма, сочетающая в себе элементы хоррора и фэнтези, многим обязана профессиональной работе Лестана. После «Города потерянных детей» художник получил возможность выбирать для себя более высокобюджетные проекты. Бенуа Лестан занимался дизайном специальных эффектов в «Братстве волка» (фр. Le pacte des loups)). В частности, ему принадлежал дизайн образа жеводанского зверя.
Последняя работа Бенуа Лестана — клип на песню «Q.I.» для французской певицы Милен Фармер. Лестан уже работал с Фармер раньше: именно он сделал знаменитую куклу для клипа «Sans contrefaçon». Новый клип включил в себя элементы цифровой графики, которыми Лестан передал своё видение психологической составляющей секса.
27 июля 2007 года Лестан покончил жизнь самоубийством.

## Избранная фильмография
- Q.I. (2005) — режиссёр
- Арсен Люпен (2004) — художник по спецэффектам
- Братство волка (2001) — художник по спецэффектам
- Сикс-пэк (2000) — художник по спецэффектам
- Обретённое время (1999) — художник по спецэффектам
- Город потерянных детей (1995) — художник по спецэффектам
- Живая мёртвая девушка (1982) — художник по спецэффектам